# جائزة التوتة الذهبية
جائزة التوتة الذهبية (بالإنجليزية: Golden Raspberry Award)‏ معروفة أيضا باسم «رازي» Razzies هي جائزة سنوية نقيض الأوسكار وتعطى لأسوأ فيلم وأسوأ ممثلين. أنشأت عام 1981 من قبل الصحفي الأمريكي جون ويلسون. يقام عادة حفل توزيع الجوائز في ليلة قبل ليلة حفل توزيع جوائز الأوسكار.

## جائزة التوتة
مصطلح التوتة raspberry يستعمل بمعناه الغير جدير بالاحترام (حركة نفخ التوتة) "Blowing a raspberry" وهي حركة يقوم بها الأطفال باخراج اللسان مع النفخ ، الجائزة نفسها يبلغ ثمنها حوالي 5 دولار فقط، بشكل ثمرة التوت البري بحجم كرة الغولف مصنوعة من البلاستيك، موضوعة فوق مجسم يمثل شريط سينمائي، ومطلي كليا برذاذ ذهبي من النوع الرخيص. تعتبر الجائزة كنقطة سوداء في تاريخ الفيلم أو الممثل والتي تلاحقه في مستقبله العملي، ورغم هذا فإن هناك القليل من «الفائزين» استلموا الجائزة بشكل شخصي كمثال على خفة دمهم مثل هالي بيري وبين أفليك.

## الترشيحات
تقوم لجنة رسمية باختيار المرشحين وتقوم بالتصويت، في جوائز عام 2009 قامت مجموعة مؤلفة من 650 صحفي، هواة السينما ومحترفين من صناعة الأفلام من داخل وخارج الولايات المتحدة بالتصويت.

## أشهر «الرابحين»
ممثلون مثل ليندسي لوهان، باريس هيلتون، مايك مايرز، كذلك سياسيون مثل جورج دبليو بوش، دونالد رامسفيلد. ساندرا بولوك فازت بجائزة الراتسيز أسوء ممثلة عن دورها في فيلم «كل شيء عن ستيف» عام 2010 قبل أن تنال أوسكار أفضل ممثلة عن دورها في فيلم البعد الأخر وبذلك تكون أول ممثلة تفوز بجائزة أفضل وأسوء ممثلة في نفس العام. نال فيلم ساحة المعركة الأرض على 9 جوائز أهمها لأسوء فيلم عام 2000, أسوء ممثلين وبعدها عام 2005 أسوء فيلم خلال 25 عاما، ليحصد الجائزة التاسعة عام 2010 لأسوء فيلم خلال العقد الماضي، يكون بذلك أول فيلم يحصل على 9 جوائز من اصل 10. الأعلى بتاريخ الجائزة.
و تدخل فاطمة بوعون في المنافسة بقوة لسنة 2025 عن الشريط القصير " تونس ليك " أو كما هو معروف عند الجماهير " عصبة ليك "

## جوائز مماثلة
- جائزة إيج نوبل

## وصلات خارجية
- جائزة التوتة الذهبية على موقع IMDb (الإنجليزية)
- الموقع الرسمي
- صفحة الجائزة في الدليل العام للأفلام